# Joachim Wibbeking
Joachim Wibbeking (* ca. 1540 in Lübeck; † 28. Oktober 1628 ebenda) war ein deutscher Kaufmann und Ratsherr in der Hansestadt Lübeck.

## Leben
Joachim Wibbeking war der Sohn des Lübecker Ratsherrn Paul Wibbeking. Er gehörte als Reeder den Spanienfahrern an. 1578 wurde er in den Rat der Stadt erwählt. Von 1596 bis 1628 war er ihr Kämmereiherr. Das Archiv der Hansestadt Lübeck verwahrt die Akten eines Nachbarprozesses vor dem Lübecker Obergericht und dem Reichskammergericht, mit welchem er sich gegen einen Neubau eines Nachbarn seines Hauses in der Mengstraße 38 wehrte. Wibbeking war verheiratet mit Margarethe Schulz aus Hamburg und verstarb im Alter von 88 Jahren. Seine Tochter Elisabeth heiratete den Lübecker Ratsherrn Thomas Störning.

## Schriften
- David Herlitz: De Variolis Vel Papulis = Notwendige und kurtze Erinnerung/ von den itzt grassierenden Bocken oder Blattern, Amseder, Lübeck 1609 (Widmungsempfänger gemeinsam mit Georg Grawel[1])